# بهية العرادي
بهية عبد الرسول العرادي (؟ - 20 مارس 2011) كانت أول امرأة تقتل أثناء الاحتجاجات البحرينية 2011. تعتبر أول ضحية أثنى بارزة في الاحتجاجات. اعتبرتها عائلتها شهيدة.
في 16 مارس سمحت الحكومة لشقيقها بزيارتها لبضع دقائق في مستشفى قوة دفاع البحرين.
توفيت في المستشفى بسبب إطلاق طلقة نارية مباشرة على الرأس والكتف جعلتها ميتة سريريا بعد أن اخترقت الرصاصة رأسها من الأمام من مسافة 50 متر إلى 75 متر. في 20 مارس أعلن المستشفى عن وفاتها متأثرة بجروحها.

## الحياة الشخصية
بهية لم يسبق لها الزواج.